# Storbritanniens Billie Jean King Cup-lag
Storbritanniens Billie Jean King Cup-lag representerar Storbritannien i tennisturneringen Billie Jean King Cup, och kontrolleras av Storbritanniens tennisförbund. 

## Historik
Storbritannien deltog första gången premiäråret 1963. Laget kom tvåa åren 1967, 1971, 1972 och 1981.